# 스톡스브리지 파크 스틸스 FC
스톡스브리지 파크 스틸스 FC (Stocksbridge Park steels FC)는 1986년에 창단된 잉글랜드 사우스요크셔주의 스톡스브리지에 위치한 팀이다. 현재 노던프리미어 리그 디비전 1사우스 이스트 소속이다.
레스터 시티 FC의 제이미 바디가 처음 활약한 팀이기도 하다